# Elena Sánchez Ramos
Elena Sánchez Ramos (Madrid, 17 de marzo de 1965 - Ibidem, 2 de julio de 2016) fue una periodista española.

## Trayectoria profesional
Era licenciada en Filología hispánica por la Universidad Autónoma de Madrid y máster en Periodismo por la Escuela UAM/El País. Fue profesora de Lengua y Literatura en la Universidad de Carleton, Ottawa (Canadá). 
Ejerció su primer trabajo profesional como redactora en la Cadena SER, y posteriormente se incorporó a Telemadrid como redactora de los Servicios Informativos, y es en la televisión autonómica donde desarrolla la mayor parte de su historia profesional y donde asume a lo largo de los años diferentes responsabilidades, siendo entre otras cosas, subdirectora —entre 1993 y 1994— y directora de Madrid directo —entre 1994 y 1996—; subdirectora de Programación de Telemadrid entre 1996 y 1999 y —tras un breve paso por Vía Digital en la que puso en marcha el Canal Gran Vía entre mayo y agosto de 1999— directora de los Servicios Informativos de Telemadrid entre agosto de 1999 y enero de 2001.
De 2001 a 2005 es directora de Canal+ y de toda la familia de canales, así como del pago por visión de Canal Satélite Digital y de Digital+ y también es la responsable de la creación de la familia de canales de Canal+, Canal+ Cine y Canal+ Deportes. En 2005 forma parte del equipo fundacional que diseñó y lanzó Cuatro, el canal en abierto de Prisa, siendo directora de Contenidos desde el nacimiento de la cadena hasta el 31 de diciembre de 2010. Desde 2011 hasta su fallecimiento el 2 de julio de 2016 es directora de Prisa Vídeo.
Según dio a conocer Prisa, la consecuencia de este fallecimiento se debió a una enfermedad (leucemia) detectada hacía pocos meses.